# Franz Hanfstaengl
Franz Seraph Hanfstaengl, né le 1er mars 1804 à Baiernrain près de Bad Tölz et mort le 18 avril 1877 à Munich, est un peintre, lithographe et photographe bavarois.

## Biographie
Franz Hanfstaengl est issu d'une famille roturière. En 1816, sur les recommandations de l'instituteur du village, il intègre la classe de dessin du congé-école de jour à Munich, dirigée par Hermann Mitterer (de). Il y suit les cours de lithographie, il a des contacts avec Aloïs Senefelder et étudie de 1819 à 1825 à l'Académie des beaux-arts de Munich. Surnommé « le comte Litho », Hanfstaengl acquiert une certaine popularité en réalisant des portraits en lithographie de la société munichoise. En 1833, il fonde à Munich son propre établissement lithographique, qu'il dirige jusqu'en 1868, et auquel il joint ensuite une imprimerie d'art et, en 1853, un atelier photographique.

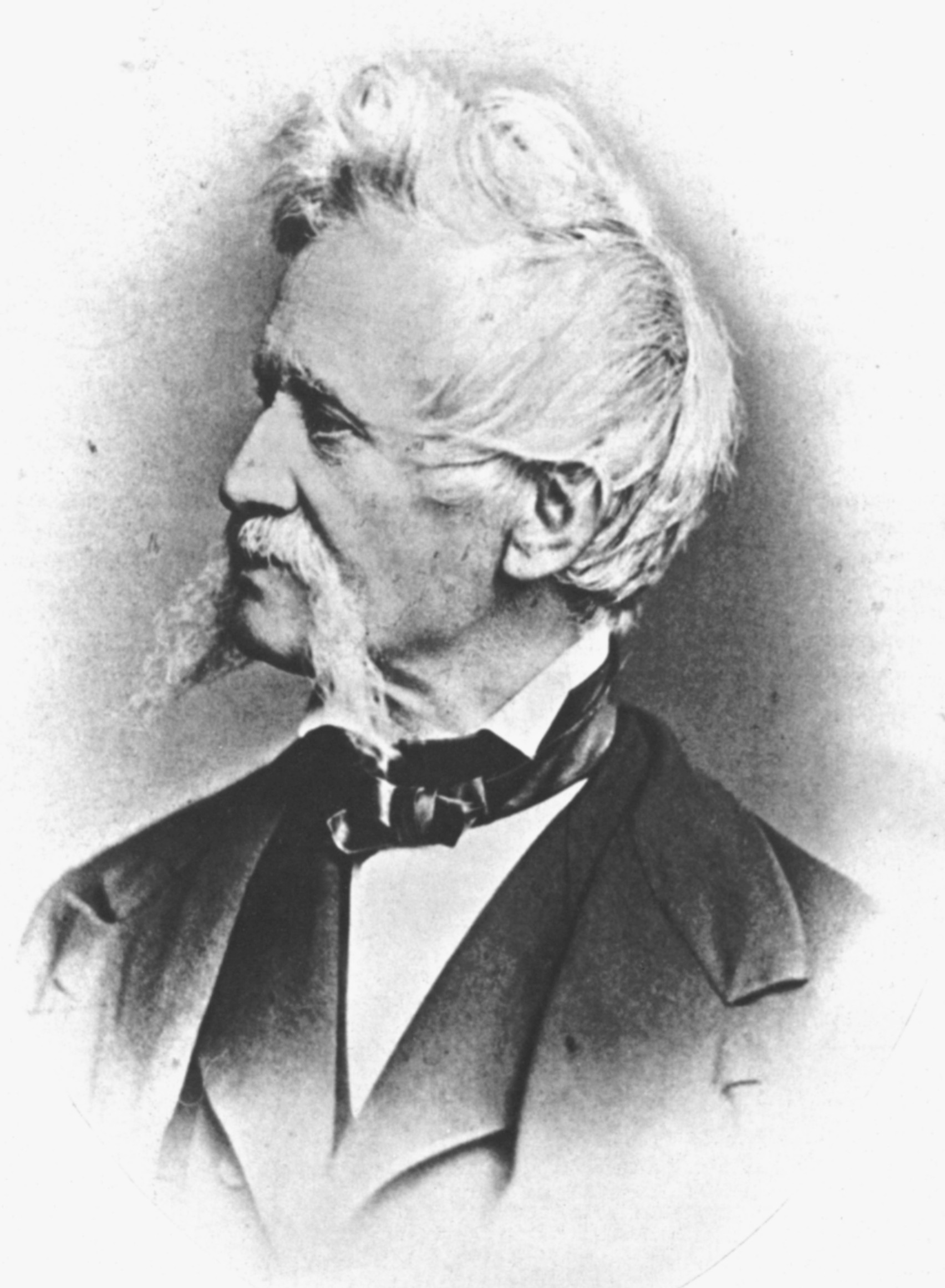
Franz Hanfstaengl tard dans la vie.

Entre 1835 et 1852, Franz Hanfstaengl produit quelque 200 reproductions lithographiques de chefs-d'œuvre de la galerie de tableaux de Dresde, et les publie dans un portfolio. Plus tard, il devient photographe de la Cour et réalise les portraits de personnes distinguées, comme celui du jeune roi Louis II de Bavière, de Franz Liszt, de Richard Wagner, d'Otto von Bismarck et de l'impératrice d'Autriche Elisabeth.

### Famille
Franz Hanfstaengl influence son beau-frère, le médecin, inventeur et homme politique autrichien Norbert Pfretzschner (de) dans l'évolution de la plaque photographique à sec en 1866. Il est le père de l'éditeur Edgar Hanfstaengl et le grand-père du dirigeant nazi Ernst Hanfstaengl. 
Un autre membre de la famille, Erwin von Hanfstaengl, en 1873, épouse la chanteuse d'opéra Marie Schröder (de).

## Galerie

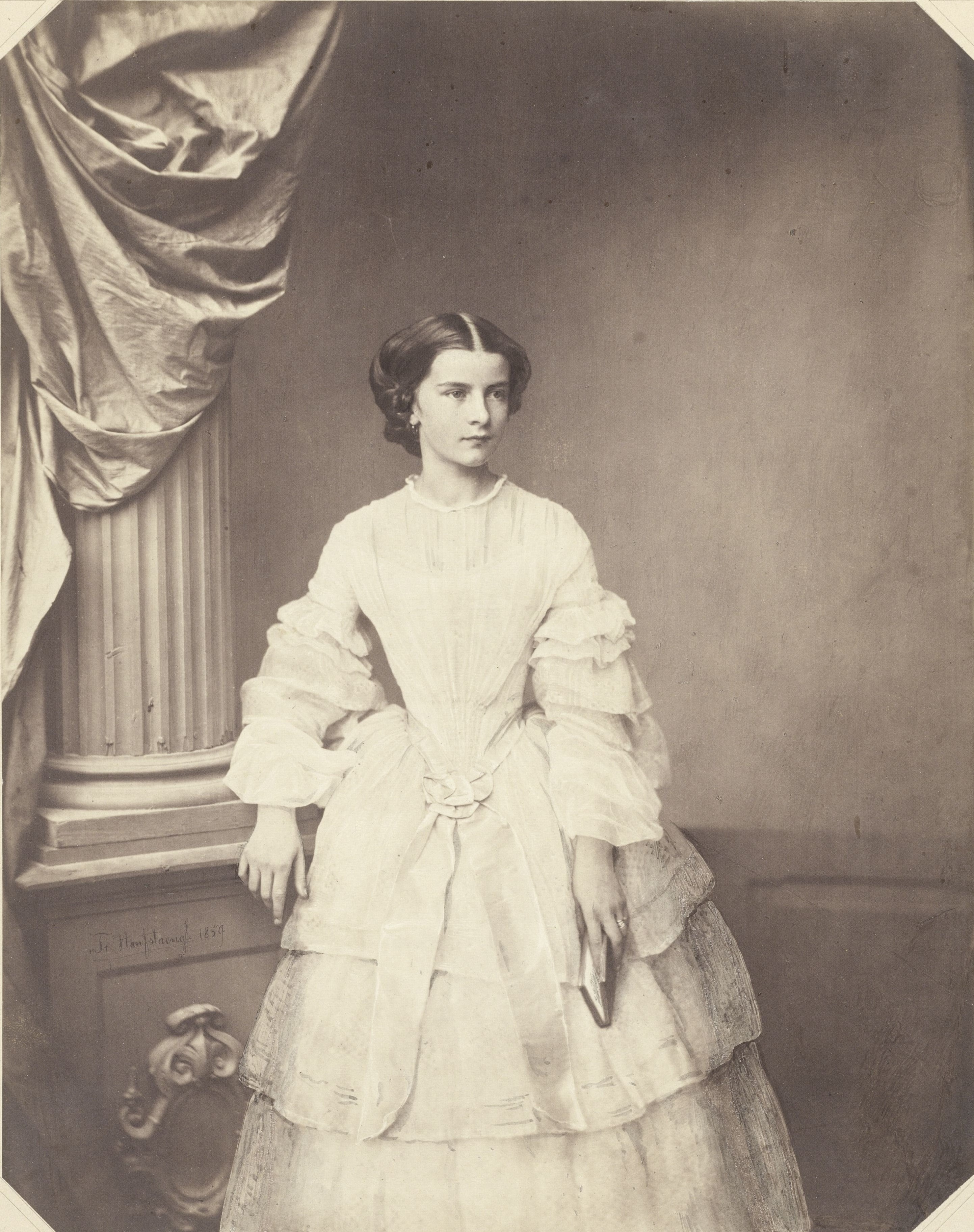
Élisabeth de Wittelsbach « Sissi » (1854).
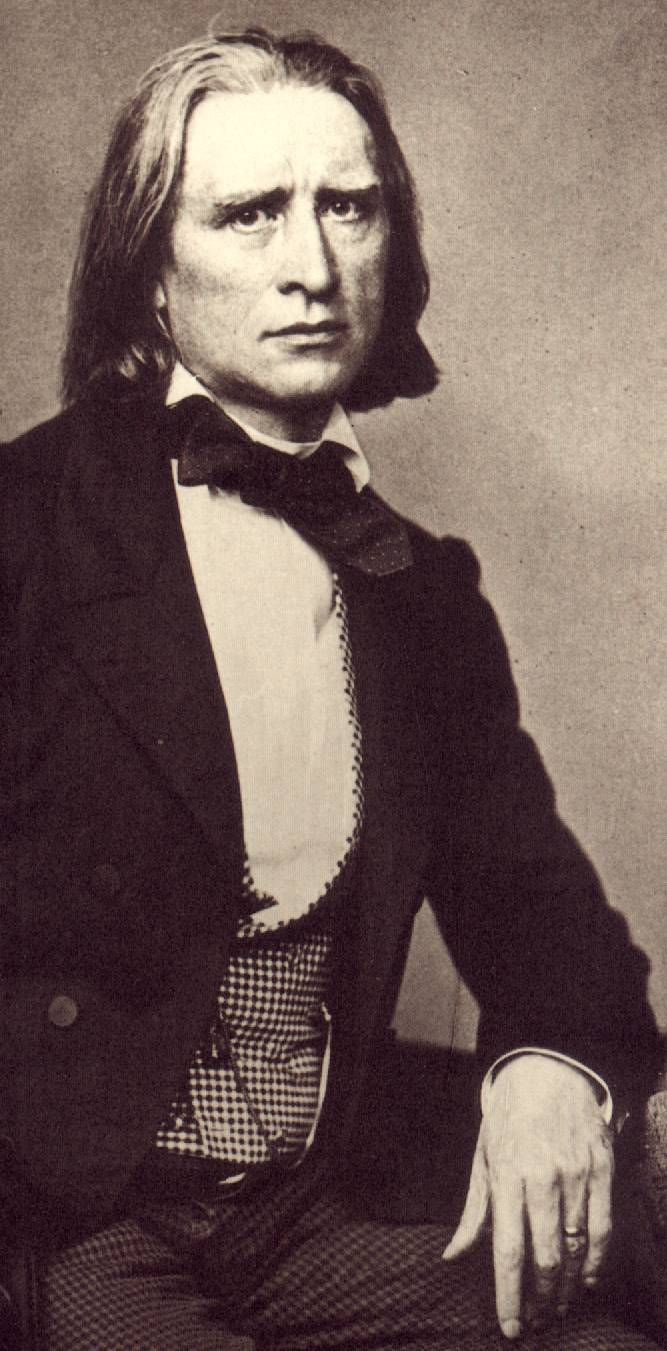
Détail d'une photographie de Franz Liszt par Franz Hanfstaengl (1858).
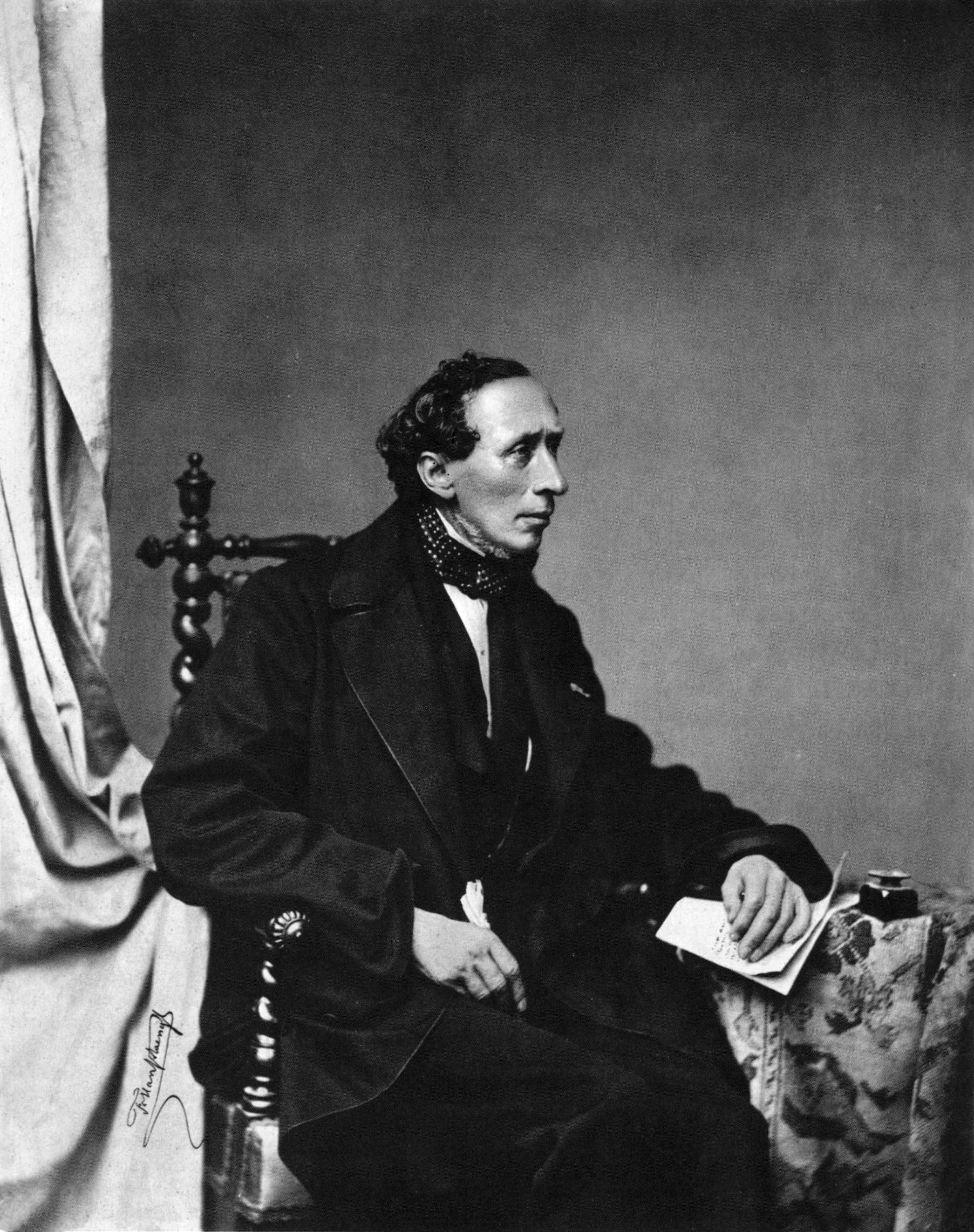
Hans Christian Andersen (1860).
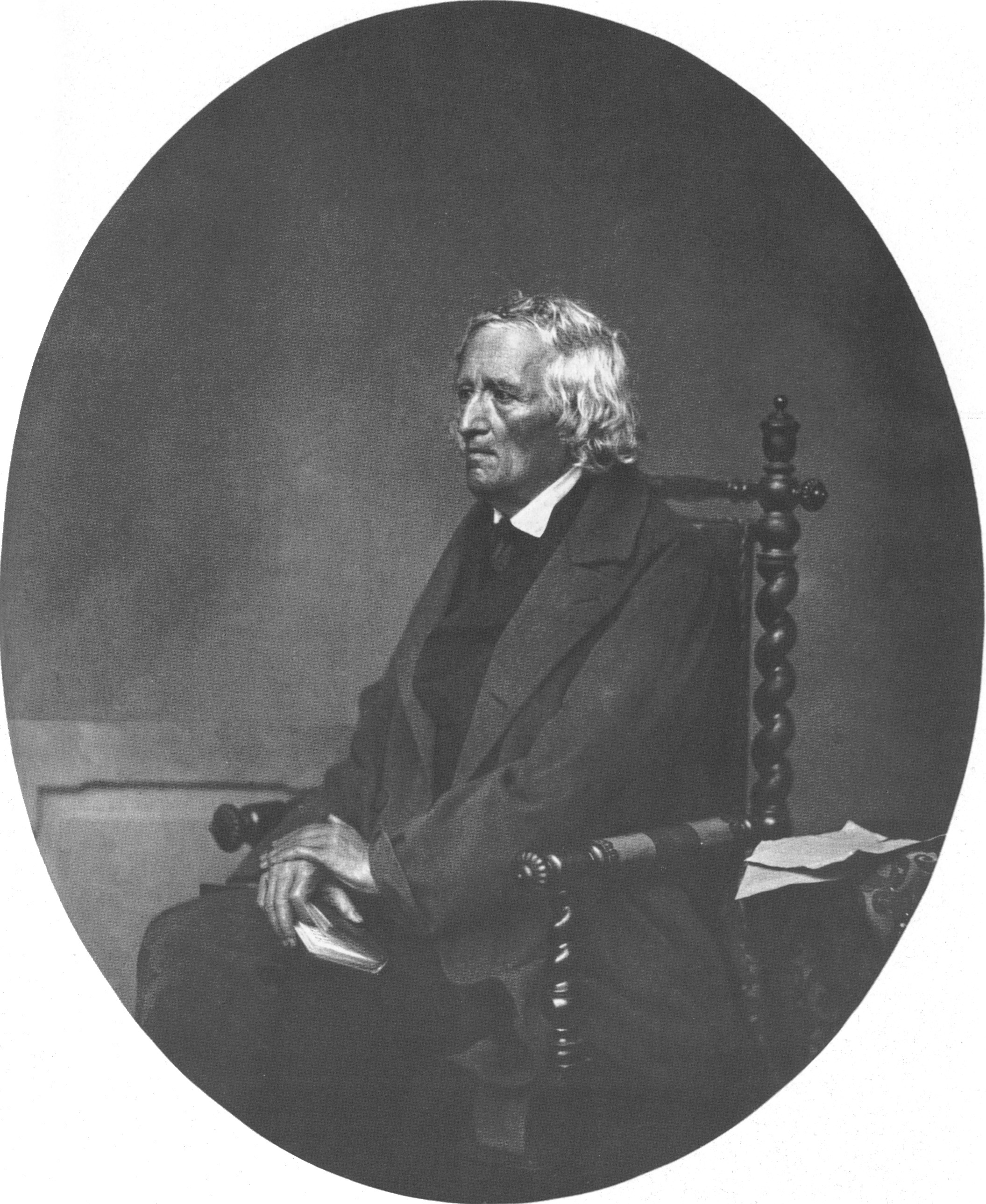
Jacob Grimm (vers 1860).